# Мануэлзиньо
Мануэ́л де Агиа́р Фагу́ндес (порт.-браз. Manoel de Aguiar Fagundes; 22 августа 1907, Нитерой — 22 ноября 1957, там же), более известный под именем Мануэлзиньо (порт.-браз. Manoelzinho) — бразильский футболист, нападающий. Участник первого чемпионата мира по футболу, где не провёл ни одного матча. За сборную Бразилии также выступлений не имеет. Большую часть карьеры провёл в маленьких командах Нитероя.